# NGC 5682
NGC 5682 este o galaxie spirală situată în constelația Boarul. A fost descoperită în 13 aprilie 1850 de către William Parsons, 3rd Earl of Rosse⁠(d). Se află la o distanță de 32,36 de megaparseci de Pământ.